# ال فورتی (سینالوا)
ال فورتی (به اسپانیایی: El Fuerte) یک منطقهٔ مسکونی در مکزیک است که در سینالوآ واقع شده‌است. ال فورتی ۱۲٬۵۶۶ نفر جمعیت دارد و ۹۰ متر بالاتر از سطح دریا واقع شده‌است.